# Hellas Idrætsforening
Hellas IF er den 4. ældste fodboldklub i Danmark grundlagt i 1894 og er beliggende i den lille by Nørre Nissum ved Lemvig. Klubben er en idrætsforening for byens seminarium og HF elever.
| Fodbold | Spire Denne artikel om en dansk fodboldklub er en spire som bør udbygges. Du er velkommen til at hjælpe Wikipedia ved at udvide den. |